# ارکستر سمفونیک سینسیناتی
ارکستر سمفونیک سینسیناتی (انگلیسی: Cincinnati Symphony Orchestra) که به‌اختصار «CSO» هم نامیده می‌شود، یک ارکستر آمریکایی است که در شهر سینسیناتی ایالت اوهایو واقع است.
با آنکه چندین ارکسترِ مختلف مابین سال‌های ۱۸۲۵ تا ۱۸۷۲ در سینسیناتی وجود داشت، اما نیایِ اصلی این گروه موسیقی، «ارکستر سینسیناتی» نام داشت که در سال ۱۸۷۲ بنیان نهانده شد. ۲۱ سال بعد، «هلن هَـرِن تَفت»، همسرِ ویلیام هووارد تفت (۲۷مین رئیس‌جمهور ایالات متحده آمریکا) و بانوی اول ایالات متحده آمریکا، «انجمن ارکستر سینسیناتی» را تأسیس کرد و نامِ اولیهٔ «ارکستر سینسیناتی» را به «ارکستر سمفونیک سینسیناتی» تغییر داد.
در سال‌های آغازین پایه‌گذاری، این ارکستر سموفونیک با آهنگسازانی چون ریشارد اشتراوس و ادوارد مک‌داول همکاری داشت و همچنین، نخستین اجرای «سمفونی شماره ۵» گوستاو مالر در ایالات متحده آمریکا، توسط این ارکستر انجام شد.